# Cột nguyên khối

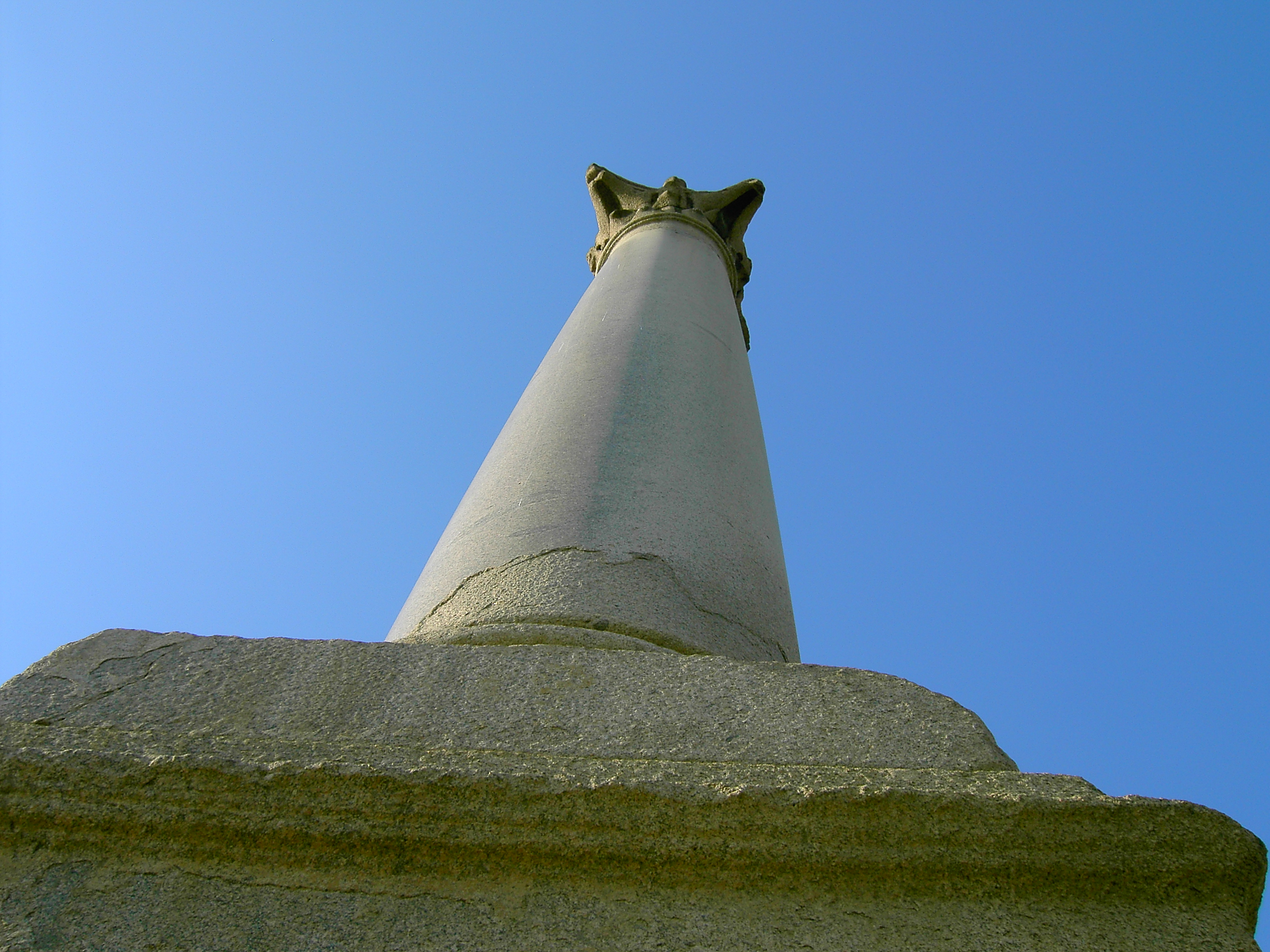
Trụ Pompey, một cột đá nguyên khối La Mã ở Alexandria, Ai Cập

Cột nguyên khối (hay cột đơn mảnh) là loại cột lớn có thân cột được làm từ một khối đá nguyên khối duy nhất, thay vì được chồng bằng nhiều khối thẳng đứng lên nhau. Các cột nhỏ hơn thường được làm từ những tảng đá đơn lẻ, nhưng ít được mô tả là cột nguyên khối, vì thuật ngữ này thường được dành cho các cột lớn hơn, ít phổ biến hơn, được làm ra theo cách này. Việc lựa chọn sử dụng các cột nguyên khối sẽ tạo ra những khó khăn đáng kể trong việc khai thác và vận chuyển, có thể được xem như là sự thể hiện hùng vĩ và tầm quan trọng của một tòa nhà.
Để làm ví dụ về mức độ lựa chọn này, Shoghi Effendi đã gửi điện cho những người Bahá'í trên toàn thế giới vào năm 1948 về Đền thờ Báb vào ngày 10 tháng 12 năm 1948:

    Truyền đạt cho các tín đồ tin mừng về việc vận chuyển một cách an toàn trên Núi Carmel một lô hàng gồm 32 cột đá granite nguyên khối, một phần của lô hàng vật liệu nguyên sơ được đặt hàng để xây dựng mái vòm khu Mộ Báb, được thiết kế để bao bọc và bảo tồn cấu trúc thiêng liêng trước đây do 'Abdu'l-Bahá bảo tồn. Hoạt động xây dựng sẽ sớm được bắt đầu, bất chấp những khó khăn của tình hình hiện tại. Tôi cầu xin sự hướng dẫn của Đấng Toàn năng và ân sủng để duy trì các giai đoạn tiếp theo của dự án, được Đức Bahá'u'llah dự tính từ cách đây sáu mươi năm, khởi xướng từ Trọng tâm Giao ước của Ngài, được thiết kế để đạt đến đỉnh cao như Ngài đã tiên kiến trong việc khởi dựng một siêu kiến trúc thượng tầng được tôn vinh bởi Ngài. Một mái vòm bằng vàng để đánh dấu sự hoàn thiện ở trung tâm Núi của Chúa đối với công việc quan trọng được sản sinh nhờ ảnh hưởng phát sinh Ý chí của Nhà sáng lập Đức tin yêu dấu của chúng ta, vô cùng yêu quý tận trái tim Con Thánh của Ngài, và được hiến dâng để tưởng nhớ các Nhà tiên tri-Tử đạo, Sứ giả bất tử của Giáo kỳ Bahá'í.
Các cột nguyên khối của Đền thờ Báb được làm bằng đá granit hồng từ Baveno.
Các cột nguyên khối là đặc trưng của các ngôi đền Ai Cập cổ đại, và các mẫu vật ở mái cổng portico của đền Pantheon ở Rome cũng được vận chuyển từ Ai Cập. Các nhà thờ Byzantine dưới triều đại Theodosian (379-457 sau Công Nguyên) cũng cho thấy việc sử dụng các cột nguyên khối. Ví dụ về các cột đơn khối cũng được tìm thấy trong kiến trúc từ bán đảo Yucatán.
Trong kiến trúc hiện đại sử dụng bê tông, tình huống lại khác biệt và thuật ngữ này ít được sử dụng hơn trong bối cảnh này.